# Francesco Senier
Francesco Senier o Insegner, al secolo Francesc Ximenis o Eiximenis (fl. XV secolo), catalano, di oscuri natali, gestiva importanti commerci a livello europeo.
Fu mastro di prova di Sicilia, nonché della zecca di Napoli dal 1442 al 1444 e mastro di zecca di quest'ultima dal 1444 al 1455.
Si distinse per essere l'usciere nelle armi di Alfonso il Magnanimo e dunque quale audace attore nelle lotte per la conquista del Regno di Napoli.
Fu destituito dai suoi incarichi nel 1455, per una mala gestio nell'ambito della zecca di Napoli. 